# Tropidodipsas fasciata
Tropidodipsas fasciata — вид змій родини полозових (Colubridae). Ендемік Мексики.

## Поширення і екологія
Tropidodipsas fasciata мешкають на карибських схилах Мексики в штаті Веракрус, а також на півострові Юкатан, в штатах Юкатан, Кампече і Кінтана-Роо. Вони живуть у широколистяних і вічнозелених тропічних лісах, трапляються у вторинних заростях, на полях і пасовищах. Зустрічаються на висоті до 250 м над рівнем моря.